# Montserrat Garcia Ribas
Montserrat Garcia Ribas   (Castellbell i el Vilar, 23 de juny de 1964) és una poeta i escriptora catalana. Viu a Manresa des del 1972. Llicenciada en Teoria de la Literatura i Literatura Comparada (UB) i en Psicologia (UAB), i diplomada en Magisteri (UAB). Publica articles de crítica a les revistes Núvol i Llavor Cultural.
L'any 2010 va guanyar el 25è premi del certamen de poesia Bernat Vidal i Tomàs concedit per l'Ajuntament de Santanyí (Mallorca) amb Com l'últim joc de mai, publicat per la desapareguda editorial mallorquina Moll. L'any 2013 guanya el 38è Premi Vila de Martorell de Poesia en castellà amb el poemari titulat Luz fue, publicat el 2014 a Girona per l'editorial Curbet. El 2018 ha publicat el tercer poemari, Les harmonies fràgils, i el 2021, el quart poemari, ‘’Platja Fonda’’, 
a Girona amb l'editorial Llibres del Segle. A part de poesia, el 2016 va publicar el llibre L'Agrícola Regional, SA: més de 100 anys al servei del Santuari de Montserrat (Publicacions de l'Abadia de Montserrat, 2016).

## Poesia
- Com l'últim joc de mai (Palma, Moll, 2010), premi de Poesia Bernat Vidal i Tomàs
- Luz fue (Girona, Curbet Edicions, 2014), premi Vila de Martorell de Poesia en castellà
- Les harmonies fràgils (Girona, Llibres del Segle, 2018)
- Platja Fonda (Girona, Llibres del Segle, 2021)

## Altres publicacions
- L'Agrícola Regional, SA: més de 100 anys al servei del Santuari de Montserrat (Publicacions de l'Abadia de Montserrat, 2016).